# Parex banka
Parex banka – były łotewski bank komercyjny.

## Działalność
Parex banka założony został w 1992 r., a większościowymi akcjonariuszami były dwie osoby, które przed interwencją państwa posiadały 84,83% kapitału podstawowego banku. Był drugim pod względem wielkości bankiem na Łotwie o łącznych aktywach w wysokości 3,4 mld LVL (4,9 mld EUR) na dzień 31 grudnia 2008 r. Pod koniec 2007 r. bank miał największy udział (18%) w krajowym rynku depozytów i trzeci pod względem wielkości udział (12%) w krajowym rynku kredytów.
Bezpośrednio oraz poprzez wyspecjalizowane spółki zależne bank oferował szeroką gamę produktów bankowych, w tym kredyty, usługi związane z kartami płatniczymi, leasing, zarządzanie aktywami oraz usługi maklerskie. Oprócz działalności bankowej na Łotwie, Parex banka prowadził bankowe spółki zależne na Litwie i w Szwajcarii (AP Anlage & Privatbank AG) oraz miał oddziały w Estonii, w Szwecji i w Niemczech, prowadził panbałtycką spółkę zarządzania aktywami i szereg spółek leasingowych prowadzących działalność na terenie Wspólnoty Niepodległych Państw.
Bank silnie zaangażował się na rynkach WNP, polegając na dużych, krótkoterminowych depozytach nierezydentów. Bank prowadził stosunkowo ryzykowną działalność bankową opierającą się na szybko rosnącym bilansie bazującym w znaczącym stopniu na wzroście kredytów w sektorze nieruchomości, dużych pożyczkach i udzielaniu kredytów w krajach WNP. Wynikiem tego była wyższa ogólna ryzykowność portfela kredytowego banku.
W październiku 2008 r. bank znalazł się w trudnej sytuacji, gdy drastycznie pogorszyło się otoczenie finansowe. Jako największy łotewski bank bez silnej zagranicznej spółki dominującej najbardziej ucierpiał na braku zaufania w łotewskim sektorze finansowym. Masowe wycofywanie pieniędzy z banku w czasie kryzysu finansowego w 2008 r. spowodowało dzienne wypływy środków w wysokości 100 milionów EUR, co dało w rezultacie 36-procentowy spadek depozytów w porównaniu z końcem 2007 r. i doprowadziło do kryzysu płynności banku. W celu zapobieżenia dalszemu wypływowi depozytów łotewski nadzór finansowy nałożył ograniczenia w zakresie wycofywania depozytów z tego banku.
W wyniku problemów finansowych Parex banka został częściowo znacjonalizowany w drodze nabycia wszystkich akcji będących własnością byłych akcjonariuszy większościowych za symboliczną łączną cenę nabycia wynoszącą 2 LVL (około 3 EUR).
1 sierpnia 2010 dokonano podziału Parex banka na nowo utworzony tzw. „dobry bank” pod nazwą AS Citadele banka („Citadele”), który przejął wszystkie aktywa związane z podstawową działalnością i niektóre aktywa niezwiązane z podstawową działalnością, i tzw. „bank likwidujący złe aktywa” („Reverta”), który zachował pozostałe aktywa niezwiązane z podstawową działalnością i zagrożone.